# Cino da Pistoia
Cino da Pistoia (Guittoncino di Francesco dei Sigisbuldi, Cinus de Sigibuldis de Pistorio, Cinus Pistoriensis, ur. ok. 1270 w Pistoi, zm. 24 grudnia 1336 lub 27 stycznia 1337 w Pistoi) – średniowieczny włoski pisarz i prawnik ze szkoły postglosatorów i komentatorów.
Studiował prawo w Bolonii pod kierunkiem Dinusa de Rossonis Mugellanus oraz Franciszka Accursiusa (syna słynnego Accursiusa). Po studiach w Orleanie powrócił do rodzinnej miejscowości. Jego rodzina zaangażowana była w walkę pomiędzy gibelinami (stronników cesarza) i gwelfami (zwolennikami papieża) (Gibelini i Gwelfowie). Cino musiał więc w 1303 opuścić miasto. Zaciągnął się na służbę cesarską. W latach 1310–1313, jako asesor księcia Sabaudii Ludwika (brata księcia Amadeusza V), zajmował się sprawami cesarza Henryka VII. Po śmierci cesarza (24 sierpnia 1313) wznowił studia prawnicze w Bolonii. 9 grudnia 1314 uzyskał tytuł doktora praw i opublikował swoje najważniejsze dzieło Lectura Codicis - komentarz do "Kodeksu Justyniana". Dzięki tak zdobytej sławie został zaliczony później do grona postglosatorów i komentatorów.
Po 1314 rozpoczął karierę naukową i polityczną. Pracował u boku podesty Sieny, był asesorem papieskiego rektora w Macerata i Camerino. Wykładał na uniwersytetach w Sienie i Florencji. Udzielał porad i pisał opinie prawne. Po 1326 pełnił funkcję radcy miasta Perugia i prowadził wykłady na tamtejszym uniwersytecie. Jednym z jego uczniów był Bartolus de Saxoferrato. Po 1330 działał w Neapolu, dokąd udał się na zaproszenie Roberta Anjou. Przebywał także we Florencji, Perugii i Bolonii. Otrzymał tytuł "gonfaloniera" miasta Pistoia.
Ożenił się z Margeritą di Lanfranco degli Ughi, z którą miał pięcioro dzieci (syna i cztery córki). Zmarł, mając ok. 67 lat. Jego grób znajduje się w katedrze w Pistoi. Grobowiec, ozdobiony przez Agnostino di Giovanni, zaliczany jest do znaczących pomników sztuki nagrobnej późnego gotyku włoskiego.
Cino de Pistoia jest najbardziej znany jako literat. Napisał liczne pieśni, ballady, sonety i opowiadania. Pozostawił po sobie bogatą spuściznę epistolarną. Korespondował z Dantem i Guido Cavalcantim. Prawdopodobnie znał osobiście Boccaciego. Stał się także literackim wzorem dla Petrarki. Zaliczany jest do nurtu Dolce stil nuovo.

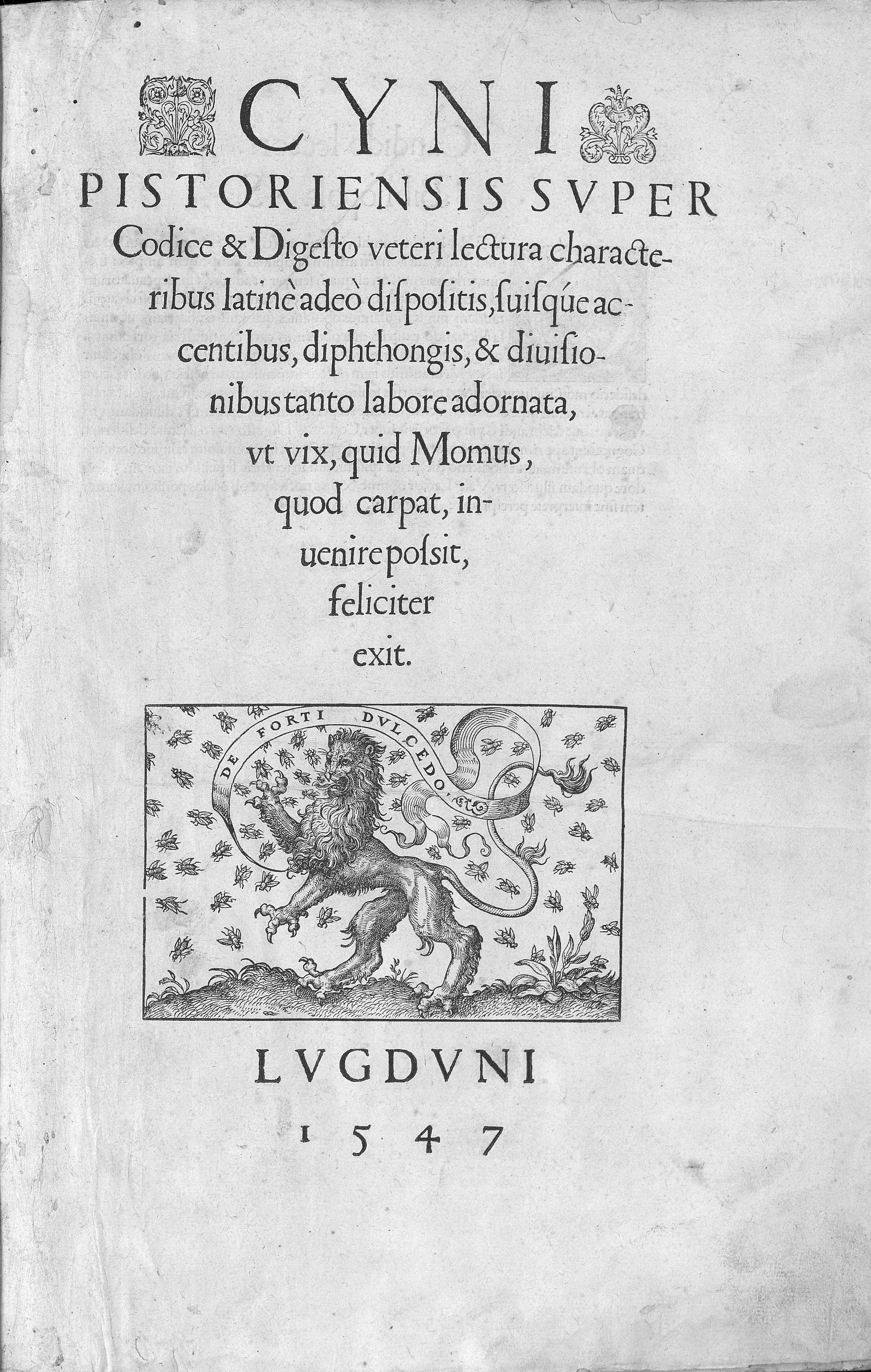
Lectura in Codicem, 1547
- Le rime, 1862